# Combo Niños
Combo Niños è una serie TV animata anglo-francese creata e prodotta dalla SIP Animation in collaborazione con Jetix Europe e TF1, distribuita da Buena Vista International e andata in onda nel 2008. È stata trasmessa in Francia su TF1 e in Italia su Jetix nel 2009 e in chiaro su Rai 2 nel 2010.

## Trama
La serie è ambientata in Sudamerica e racconta la storia di Serio, Paco, Azul e Pilar, quattro bambini che formano la squadra dei Combo 4 che, usando il potere di diversi animali, ha il compito di proteggere la città di Nova Nizza dall'attacco di creature mistiche provenienti da un'altra dimensione, i Divinos.

## Personaggi
Protagonisti
- Serio: il burlone e sentimentale del gruppo. Ama l'arte, in particolare la poesia. È perdutamente innamorato di Azul e fa una faccia "kawaii" nelle scene intime con lei. Il suo totem è la Tigre (chiamato nella serie Tigrillo). Una volta trasformato diventa super veloce e i suoi artigli tagliano quasi tutto.
- Paco: lo sportivo e leader del gruppo. Forte, testardo e sostenitore della via forte, ha ancora un cuore d'oro. È un fan del tlachtli (il gioco della palla azteco chiamato Novanoc nella serie) e vuole diventare un giocatore professionista quando sarà grande. Il suo totem è il Toro. Una volta trasformato acquisisce una forza sovrumana e può assumere la forma di una palla per caricare i nemici.
- Azul: il nerd del gruppo. Lei è la voce della ragione tra gli altri tre membri e non sembra indifferente alle avance di Serio. Ha inventato un dispositivo che funge da banca dati sui Divino. Il suo totem è l'Aquila (chiamato nella serie Aguila). Una volta trasformata diventa capace di volare e può scatenare violente folate d'aria, esercita inoltre un certo controllo su tutti gli uccelli.
- Pilar: la più sciocca del gruppo. Passa il tempo facendo cose strane (considera il flan di frutta un'entità malvagia, per esempio), ma è un'ottima amica. Il suo totem è l'Iguana. Una volta trasformata, può camminare sui muri e allungarsi come Mr. Fantastic.

### Alleati
- Il Maestro Grinto è l'insegnante dei Combo Niños in termini di capoeira e lotta contro i Divinos. Anche lui in precedenza era un ragazzo Combo. Il suo totem era la Scimmia. I bambini fanno molto affidamento su Grinto, soprattutto nei problemi che hanno nella loro vita. Li aiuta incoraggiandoli e mostrando loro la strada giusta. Lavora come bibliotecario nella scuola dove studiano.
- Old Head è un altro Maestro dei Combo Niños, ed era in precedenza anche un insegnante di Grinto. Il suo totem era l'Ala del Drago. Old Head è letteralmente solo una testa, perché mentre allenava Grinto in una battaglia contro un Divino, finì per andare nel mondo del Divino e, come punizione per essere un insegnante, il suo corpo fu completamente convertito in una testa di pietra. Eppure mantiene la sua vita e supporta nell'addestramento i nuovi Combo Niños, anche se il suo carattere è un po' rude e vuole imporre la forma di allenamento classica, o "vecchia scuola". Il suo vero nome è Bernie.

Antagonisti
- Diadoro: Ex sindaco di Nova Nizza. A ogni episodio libera uno dopo l'altro i Divino per cercare di riconquistare il suo antico titolo. Perfetta incarnazione del cattivo, ha anche un'intelligenza limitata ed è claustrofobico. Nell'ultimo episodio, si lascia inconsapevolmente possedere da un Divino, acquisendo così una forza sovrumana, un corpo elastico (come Pilar) e poteri "psichici".
- Gomez: Scienziato pazzo che aiuta Diadoro. Gli obbedisce senza fare domande, anche se a volte trova stupidi i suoi piani. Non è intrinsecamente malvagio e lavora per Diadoro solo perché lo ha reclutato (lo chiama "capo"). Diverse scene della serie sembrano lasciar intendere che sia effettivamente innamorato di lui.
- Telmo: è un compagno di scuola dei Combo Niños. È il grande rivale di Paco e amico di Pearl.
- Pearl: è una studentessa molto ricca. Crede che sia la migliore e passa le giornate a dare fastidio a tutti, soprattutto a Pilar, perché è gelosa di lei.

### I Divini
- El Gecko: ha la forma di una lucertola, ha l'animo di un artista e un ego smisurato. Gli piace dipingere graffiti in tutta la città e usa la punta della coda per spruzzare la vernice. Può dare vita ai suoi disegni. Tenterà di arruolare Serio ipnotizzandolo ma si sveglierà in seguito ad un grido di angoscia di Azul.

- Loli Bisou Bisou: la Divina dell'amore illusorio, affascina chiunque la guardi negli occhi. Sotto le sue graziose sembianze da bambolina si nasconde in realtà una strega che si nutre dell'amore che le persone stregate nutrono per lei. Solo Pilar è riuscita a vederla nel suo vero volto con i suoi strani occhiali da sole a forma di cuore.

- Sportivo: un divino sportivo che pratica Nova-Noc, è molto veloce ma soprattutto molto spavaldo, si ritiene totalmente invincibile e imbattibile. I suoi poteri sono efficaci solo quando vince una partita per 100 punti a zero. Asservirà poi un intero stadio per obbligare tutti a pulirgli gli asciugamani dopo l'allenamento, crearli dei palloni e anche massaggiargli i piedi.

- Bouffe-Ballot: un gigantesco divino dall'appetito insaziabile, mangia assolutamente tutto ciò che gli capita sotto le zampe. Ha finto di essere addestrato da Serio per poter avere la sua portata principale, carne umana.

- Parasito: vive nelle viscere di Bouffe-Ballot, è completamente innocuo. Aiuterà Diadoro e Gomez a uscire dalla pancia del Divino.

- Sylvana: la divina della giungla, può manipolare le piante a piacimento. Partecipa, su invito di Diadoro, a piantare alberi e fiori in tutta Nova Nizza. In realtà, il suo obiettivo era affogare la città nella giungla. È sempre accompagnata da Rina, una raganella parlante che diventa enorme se Sylvana la tocca.

- Genio: un divino con un cervello enorme proporzionale al suo genio. Non smette mai di sfidare chiunque per dimostrare la superiorità del suo genio, se vince manipola la coscienza dei perdenti per dare loro comportamenti animali. Può evocare scimmie divertenti con grandi cervelli, ma molto stupide. Verrà sconfitto da Pilar durante una gara d'intelligenza.

- Mama Conda: divina avendo la forma di un serpente gigante, ha la fama di mangiare le pietre. È stata prima rinchiusa in un libro ma sarà liberata dai suoi tre figli che ha lasciato a Nova Nizza. Ma grazie a Serpia, sua figlia, verrà sconfitta perché non voleva la distruzione della città ed era diventata amica di Azul.

- Loro e Avé: meglio conosciuti con il soprannome dello sputato divino, sono due uccelli che litigano continuamente, ma le loro piume seminano discordia. Volevano usare i cittadini per risolvere la loro controversia.

- Capitan Super Agua: un divino in grado di controllare il mare e i suoi abitanti, voleva inghiottire la città con l'acqua, in modo che fossero gli umani a intrattenerlo, con l'obiettivo di invertire i ruoli.  Ha un aspetto che ricorda un pirata.

- Insecto Gigante: un divino molto piccolo e nervoso che ha il potere di controllare gli insetti. Azul ha dovuto superare la paura degli insetti per avvicinarsi a lui. Sarà racchiuso in un blocco di ghiaccio.

- Fortuna: una divina capace di manipolare fortuna e sfortuna, ha usato i suoi poteri per portare sfortuna nei combo, ma loro li useranno contro di lei per destabilizzarla.

- Señor Sueño: un grande divino che si muove su una nuvola, è il divino del sonno e dei sogni. Il suo potere risiede in un orologio dal quale non si allontana mai e che fa sprofondare in un sonno profondo chiunque ne venga preso di mira. Usa il sonno delle persone per imporre loro i sogni e quindi costringerle inconsciamente a costruire per lui un trono con cuscini. Ma il combo vedrà la verità e distruggerà l'orologio del divino. Per finire, il divino sarà rinchiuso in una sveglia.

- Duplico: un piccolo divino che prende le sembianze di chi lo tocca, ma lui pensa solo a ballare e cantare. Riuscirà a scambiarsi di posto con Azul nel mondo dei divinos, ma lei riuscirà a scappare.

- Chiquito: un divino con il terribile potere di riportare gli adulti all'infanzia, cercò di radunare Grinto facendolo tornare bambino per portarlo nel mondo dei divini in modo che potesse essere cambiato in una testa di legno come Old Head.

- Pilouface: un divino con due facce sulla stessa testa. Ha il potere di scambiare tutto, scambierà le personalità delle combo, Paco e Sério si sono ritrovati nei corpi di Pilar e Azul, mentre si ritroveranno nei corpi di Paco e Sério. Cercherà di scambiare Nova Nizza con il mondo dei Divinos.

- I Fiesti Fiesti Mariachi: inizialmente tre, costringono le persone a ballare quando suonano musica, ma i loro poteri verranno decuplicati recuperando Baby e il suo Tamburo da El Diablo.

- I fratelli Dynamo: un divino a due teste che non è secondo a nessuno quando si tratta di inventare dal nulla ogni tipo di macchina. Realizzeranno un robot gigante per distruggere la città.

- Mono: una scimmia divina molto intelligente con il potere di controllare i pensieri, ma soprattutto di far regredire gli umani in scimmie. Voleva utilizzare un'antenna televisiva per estendere il suo potere di metamorfosi all'intero pianeta.
- El Gazeoso: divino puzzolentissimo, voleva trasformare la città in un mondo di fetore.

- Magnifico: considerato il divino più potente, è elastico, ha una forza sovrumana, ma la sua arma più terribile risulta dalla concentrazione dei raggi solari per lanciare un magnifico alone. Si ritroverà temporaneamente nel corpo di Diadoro, ma capirà presto come possederlo e fare suo il corpo. Soprattutto è estremamente egocentrico, non può fare a meno di ammirarsi negli specchi, è proprio questo che lo rovinerà perché sarà destabilizzato dopo che il Combo lo avrà circondato di specchi deformanti.

- Perfida: una divina capace di trasformarsi in chiunque e in qualunque cosa, è sempre accompagnata da un camaleonte di nome Judy. Cercherà di ingannare Pilar fingendo di essere sua amica e di attirarla nel mondo di Divinos. Le combo si precipiteranno a tirarla fuori da lì prima che subisca un destino orribile. L'unico obiettivo di Perfida era rinchiudere tutti i Combo nel mondo di Divino.

- Elephanto: un elefante divino una volta rinchiuso nel mondo di Divinos da Old Head quando era ancora un essere umano. I Combo lo incontreranno mentre cercano di trovare Pilar attratta da Perfida.

- Squid: un divino dalle sembianze di una piovra gigante, verrà rapidamente sconfitto dai Combo e rinchiuso in una sfera di neve.

- Canino Malicio: un cane divino che Diadoro ha liberato per fargli togliere le maschere ai Combo per scoprire la loro identità segreta. Questo divino si comporta come qualsiasi cane, tranne che è gigantesco e molto arrabbiato quando gli vengono rubati i giocattoli. Ruberà le maschere dei Combo.

- Divinito: un bambino divino portato fuori dal suo mondo da Diadoro, pensando che fosse il più potente e il più devastante, quando solo le sue grida innescano i suoi poteri. Le combo non potranno attivare il totem perché non è stato completamente formato. Paco andrà nel mondo di Divinos per trovare la madre il cui totem è completo. Pensavano che lo avrebbe riportato nel mondo dei Divinos, ma lei ha deciso di restare perché il suo bambino si stava divertendo a Nova Nizza.

- Cupidito: è il divino della ricchezza e del potere, sembra un vagabondo ma una volta a contatto con l'oro e l'argento, sembra un buon uomo d'affari. Ha il potere di portare i ricchi sotto il suo controllo, con l'unico inconveniente di farli parlare in rima. Prenderà il controllo di Paco, diventato ricco in seguito a una buona azione, e coglierà l'occasione per rubare i tesori più preziosi della città. Una volta che possiede abbastanza ricchezza, ottiene una forma d'oro che gli permette di rubare tutta la ricchezza di Nova Nizza.

- Zotz: è il signore dei mostri e dell'oscurità, è un essere oscuro con un'enorme verruca sulla punta del naso e un pipistrello parlante come suo aiutante di campo. Voleva sfruttare la notte degli zombie per trasformare tutti gli abitanti di Nova Nizza in mostri e poi utilizzarli come ospiti per la sua festa di compleanno. Soffre di un complesso che gli fa credere che nessuno lo amasse perché la gente si prendeva sempre gioco del suo aspetto quando era un divinito. Riuscì persino a trasformare Paco in uno zombie, Azul in una strega e Pilar in un criceto mannaro. Solo Serio riuscirà a sfuggire alla maledizione facendo rumore, unico punto debole degli scagnozzi di Zotz. Il Combo si trasformerà in tempo per rompere l'incantesimo perché Zotz manterrà il controllo definitivo sulle sue vittime dopo il dodicesimo rintocco della mezzanotte.